# 후레자식 (웹툰)
후레자식(영어: Bastard)은 김칸비 작가와 황영찬 작가가 2014년에서 2016년까지 매주 토요일 네이버 웹툰에서 연재했던 공포, 스릴러, 로맨스 웹툰이다.

## 줄거리
선우 진은 연쇄살인범 아버지의 공범이다. 하지만 선우 진이 윤견과 첫사랑에 빠진후 살인에 반감을 느끼며 아버지의 계획에 반항하기 시작하며 갈등이 일어난다.

## 주요 등장인물

### 선우 진
작중의 주인공이다. 아버지의 범죄를 원치 않게 돕던 그는 학교에서 만난 윤견을 좋아하게 되지만 곧 윤견이 아버지의 다음 대상이 되었다는것을 알아챈다. 이에 아버지와 치열한 심리전이 일어난다.

### 선우 동수
선우 진의 친아버지. 기업의 회장이며 봉사 활동으로 많은 존경을 받는 비지니스맨이다. 하지만 이의 이면에는 끔직한 살인을 저지르는 연쇄살인마이다. 이 과정에서 아들과 갈등이 시작된다.

### 윤견
선우 진이 다니는 학교의 전학생. 선우 진이 학교에서 학교폭력을 당하고 쓰러졌을 때 병원에 데려가며 처음 만난다. 선우 진의 첫사랑이며 선우 진이 아버지한테 반항하기로 결심하게 만든 원동력이다.

### 김재혁
선우 진이 다니는 고등학교의 일진이다. 처음에는 선우 진을 괴롭히지만 결국 선우 진이랑 친구 사이가 된다.

## 사건사고

### 전체이용가 논란
웹툰에 등장하는 폭력성과 주제에 불만을 품은 한 학부모가 해당작가를 청소년보호법 위반으로 고발하였고 네이버와 방송통신심의위원회를 상대로 소송을 제기하였다. 이에 해당 웹툰은 전체이용가에서 청소년 이용불가로 등급이 상향조정되었다.

## 단행본
| 권수 | 발행일          |
| ---- | --------------- |
| 01권 | 2017년 4월 20일 |
| 02권 | 2017년 4월 20일 |
| 03권 | 2017년 5월 25일 |
| 04권 | 2017년 6월 5일  |
| 05권 | 2017년 6월 5일  |